# Ein Jahr ohne Sonntag
Ein Jahr ohne Sonntag ist gemeinsam mit Ein Jahr mit Sonntag eine dreizehnteilige Fernsehserie in Farbe aus dem Jahr 1969, die ab Februar 1970 im Vorabendprogramm ausgestrahlt wurde.
Ein Jahr ohne Sonntag besteht aus sechs Teilen und handelt vom Ingenieur Robert Sonntag, dessen Arbeitgeber ihn für ein Jahr ins Ausland entsendet, und zeigt, wie seine Frau Ina mit ihren beiden Kindern in der Großstadt alleine zurechtkommt.
Ein Jahr mit Sonntag besteht aus sieben Teilen und zeigt die Erlebnisse von Robert Sonntag mit seiner Familie, nachdem er wieder aus dem Ausland zurückgekehrt ist. Robert soll nun den Bau und anschließend den Betrieb eines Kernkraftwerks leiten, woraufhin die Sonntags in dessen Nähe aufs Land ziehen und dort im weiteren Verlauf ein eigenes Haus beziehen.
Die gesamte Serie ist in einwandfreier Bildqualität erhalten.

## Episoden: Ein Jahr ohne Sonntag

### Geplatztes Glück
Die Familie Sonntag lebt in einem Wohnblock mitten in Hamburg. Robert ist als Bauingenieur bei einem Turbinenhersteller angestellt, während seine Frau Ina mit der Erziehung ihrer beiden Söhne beschäftigt ist, von denen Florian noch nicht und Mathias bereits in die Grundschule geht. Auf dem Spielplatz erzählt sie ihren Kindern davon, dass sie allein mit ihrem Mann für zwei Wochen zum „Faul sein“ nach Mallorca fliegen werde.
Aus dem Plan wird jedoch nichts, da Robert das Angebot erhalten hat, für ein Jahr in der Zentralafrikanischen Republik Kalamda zu arbeiten, um Turbinen in ein Bahnkraftwerk einzubauen. Bei einem Abendessen im Restaurant besprechen Robert und Ina die Angelegenheit unter vier Augen: Ina ist wenig begeistert, aber die Aussicht, mit den Tagegeldern bald ein eigenes Haus beziehen zu können, lässt sie das Vorhaben mittragen.
Gleich nach der Abreise fängt es an, dass Ina als Frau nicht ernst genommen wird: Sie bekommt die Mallorca-Reise nur zu ungünstigen Konditionen storniert und wird in der Autowerkstatt über das Ohr gehauen, dort muss sie unter anderem für eine ausgewechselte „Rückzugsfeder für den Kupplungshebel“ zahlen, obwohl sie ein Automatik-Wagen fährt. Im Haus hat es sich sofort herumgesprochen, dass Ina ohne Mann dasteht. Herr Martin, ein alleinstehender Nachbar, der als Kameramann beim Fernsehen arbeitet, sichert ihr aber Hilfe zu.

### Der Aufstand
Ina ist derart durcheinander, dass sie sogar beim Autofahren das Tanken vergisst, wobei Nachbar Martin mit seinem Reservekanister hilft. Nach dem ersten Brief von ihrem Mann kann sie – allerdings zu horrenden Kosten – sogar abends mit ihm telefonieren.
Dann hört sie im Autoradio von einem blutigen Aufstand in Kalamda, wobei alle Nachrichtenverbindungen unterbrochen sind. Am Abend des nächsten Tages ist sie bei Gertie und Karsten Thimm zu Besuch, ein Ehepaar, das sich unentwegt streitet: sie ist Lehrerin, er immer noch Chemie-Student, da er auf dem zweiten Bildungsweg das Abitur nachgemacht hat. Dort glaubt Ina, ihren Mann im Hintergrund eines Berichts der Tagesschau gesehen zu haben. Herr Martin ermöglicht es Ina dann, den kompletten Filmbericht auf dem Schneidetisch der Tagesschau-Redaktion anzuschauen, und darin wird Robert ausführlich interviewt. Schließlich funktioniert auch die Telefonverbindung wieder, was allerdings eine Rechnung von 628 DM verursacht.

### Gerüchte
Der Postbote bringt einen Schmalfilm, den sich Ina bei den Thimms ansehen kann. Er zeigt Roberts Unterkunft und als Spiegelbild auch Robert selbst beim Filmen.
Da sich Ina einsam fühlt, aber nicht alleine ausgehen möchte, nimmt sie schließlich das Angebot von Herrn Martin an, sie zu begleiten. Die beiden fahren mit seinem Cabriolet zum Essen und dann noch in die Diskothek, was von den Nachbarn nicht unbemerkt bleibt. Auch dass schon zweimal ein Polizist zu Besuch kommt, wird mit Misstrauen bemerkt, dabei handelt es sich lediglich um Onkel Herbert, der mit den Kindern spielt. Das bleibt selbst Robert nicht verborgen, „so ein Miststück“ hat ihm etwas per anonymen Brief von einem uniformierten Verehrer berichtet.

### Erpressung
Mathias hat in einer Nacht dreimal Albträume, bestreitet aber, dass es Probleme gebe. Aus Afrika trifft ein Brief mit fremder Handschrift ein: Robert könne wegen eines Arbeitsunfalls nicht selber schreiben. Zur Schule gefahren zögert Mathias aus dem Auto auszusteigen und zu allem Überfluss hat der Kindergarten wegen Masern geschlossen. So treffen Ina und Florian in der Fußgängerzone Gertie, die anbietet, auf den Kleinen den Tag über aufzupassen. Mathias kommt verdächtig spät von der Schule, zudem fehlt Geld in der Haushaltskasse. Ina fragt sogar ihre Mutter fernmündlich um Hilfe, die für ein paar Tage angereist kommt, um herauszufinden, was mit dem Jungen los ist. Unter vier Augen vermutet sie Erpressung, die Ina tatsächlich beobachtet: beim Nachhauseweg wird Mathias von einem älteren Schüler belästigt.
Man bespricht die Angelegenheit mit dem Polizisten Herbert, der in Zivil helfen will, in Uniform dürfe er es nicht. Er kann den Erpresser festnehmen und zur Wache bringen. Es stellt sich heraus, dass er bei seiner Oma lebt, die mit der Erziehung überfordert ist. Mathias erzählt schließlich, dass er versehentlich einen Stein auf eine Straßenlaterne geworfen habe und diese zu Bruch gegangen sei. Damit habe die Erpressung angefangen.

### Vertrauenskrise
Als Ina vom Einkaufen nach Hause kommt, spielen Florian und Mathias mit einem Dackel, ein Geschenk von „Tante Gertie“, wie sie zu hören bekommt. Das duldet sie jedoch nicht und bringt das Tier unter Protest ihrer Kinder ins Tierheim des Hamburger Tierschutzvereins. Als „Ersatztier“ einigen sich die drei auf eine Schildkröte und begeben sich sogleich in eine Zoohandlung. Nachmittags nehmen sie Caroline mit zum Spielplatz, wo sie entläuft, als Florian sie eine kurze Zeit nicht im Auge behält.
Abends kommt Gertie eigentlich nur, um sich wegen des Dackels zu entschuldigen, und schlägt bei Gelegenheit vor, eine neu gekaufte Schildkröte als die alte auszugeben, was Mathias aber sofort bemerkt. So gibt man eine Suchanzeige auf. Dann kommt Karsten bei den Sonntags vorbei, seine Frau habe ihn verlassen, ihre Reisetasche fehle, und einige Zeit später kommt Gertie mit ihrer Reisetasche.
Am nächsten Morgen trifft zunächst ein Telegramm mit dem Inhalt ein, Gertie und Karsten haben sich wieder versöhnt, und dann bringt ein kleiner Junge die entlaufene Schildkröte zurück.

### Die Rückkehr
Das Jahr ist abgelaufen und Robert kann am Flughafen abgeholt werden. Er berichtet euphorisch davon, wie gut die Aufbauarbeiten liefen und wie schnell man so etwas in einem Entwicklungsland durchführen kann. Obwohl er voller Tatendrang ist, möchte er auf einmal nichts mehr von einem Hausbau wissen, als Ina ihn an das Versprechen erinnert. Es stellt sich heraus, dass er einen erneuten Auslandseinsatz angeboten bekommt, diesmal für drei Jahre und deswegen mit Familie. Dabei findet Ina ganz alleine heraus, dass es nach Japan geht.

## Episoden: Ein Jahr mit Sonntag

### Kernkraftwerk Bottenstedt
Die Kinder erzählen vor dem Haus, dass sie nach Japan umziehen werden und als Robert von der Arbeit nach Hause kommt, trifft er seine Frau im Kimono an, außerdem hat sie ein japanisches Mahl zubereitet und sogar an Essstäbchen gedacht. Doch er weiß schon seit einigen Tagen, dass aus Japan nichts wird: ein schwedisches Unternehmen hat den Auftrag bekommen.
Besonders enttäuscht ist Ina darüber, dass es nun nicht ins Ausland, sondern mit Bottenstedt an einen Ort geht, der auf der Landkarte schwer zu finden ist. Dort befindet sich ein Kernkraftwerk im Bau, und Robert soll für die Turbinen zuständig sein. So fahren die beiden zur Besichtigung mit dem Zug dorthin, erst mit dem D-Zug bis Kroderburg und den Rest mit dem Schienenbus. Die Baustelle hat eine beeindruckende Größe, aber es werden nur „Rumpelkammern“ vermietet, was Ina nicht akzeptiert. Ein Anruf vom Werk, dass unerwartet ein Reihenhaus frei wird, ändert aber alles.

### Sabotage
Die Sonntags sind müde vom Haus Einrichten und gehen zum Essen in eine Gaststätte. Am Nachbartisch sitzt eine Runde Rentner, die Atomkraft für unheimlich halten, was Robert an die dortigen Proteste der Bevölkerung in Afrika erinnert. Am nächsten Tag ist auf der Baustelle die Telefonverbindung gekappt. Ina macht erste Erfahrungen mit dem örtlichen Lebensmittelhändler, ein Gegner des Kernkraftwerks, der am liebsten nur regionale Produkte verkauft.
Als in einem Leitungsrohr auf der Baustelle Enten brühten, schlägt Ina vor, man solle publik machen, dass man sie ausbrüten lasse, um die Bevölkerung für sich zu gewinnen. Doch zunächst sorgen Scherben in der Einfahrt zur Baustelle für Reifenschäden. Mit einer Einladung zur Baustellenbesichtigung lässt sich das Problem aber lösen.

### Extratouren
Mathias und Florian kommen wegen einer Impfung früher aus der Schule bzw. dem Kindergarten und beschließen, mit Autofähre nach Löschhafen und zurückzufahren, woraufhin sie viel zu spät nachhause kommen. Ina ist davon nicht begeistert und überredet Robert, den beiden in einer verlängerten Mittagspause die Baustelle zu zeigen, damit sie etwas unter Aufsicht erleben können.
So fahren sie mit dem Werksbus zur Baustelle. Als die Führung beginnen soll, wird Robert zur Lösung eines Problems gerufen, woraufhin ein Kollege sie übernimmt. Er fährt die Kinder nach der Besichtigung mit seinem Wagen zum Eingang, wo sich die beiden beim Herausgehen vom Pförtner verabschieden. Dann schleichen sie sich unbemerkt wieder auf das Gelände und fahren dort in einem hohen Turm mit dem Aufzug zur Aussichtsplattform. Beim anschließenden Betrachten der Landschaft fällt die Tür, durch die sie gekommen sind, ins Schloss. Ina sucht den Weg zur Baustelle vergeblich nach ihren Kindern ab. Nach Einbruch der Dunkelheit verhängen diese die Blinkleuchte in Richtung Bottenstedt mit einem Regenmantel, in der Hoffnung, dass ein Anwohner den Ausfall bemerkt und meldet. So geschieht es tatsächlich, der Pförtner sieht nach und trifft Mathias und Florian frierend an.

### Das neue Haus
Die Sonntags sind im Garten ihres gemieteten Hauses und Ina malt sich aus, welche Blumen angepflanzt werden sollten. Dann hält sie es für sinnvoller, erst einmal ein eigenes Haus zu bauen. So sieht man sich einige Baugrundstücke an: zu sumpfig, zu hohe Erschließungskosten - es nichts Geeignetes dabei. Bei der Arbeit bekommt Robert vom 
Oberbauleiter dazu „eine alte Monteurweisheit“: Man soll nie auf zwei Baustellen zur gleichen Zeit bauen! Er rät zum Kauf eines gebrauchten Hauses. Das erste Besichtigungsobjekt grenzt an einer Fabrik, das zweite erweist sich als Bruchbude, aber für ein altes Bauernhaus schließt man beim Notar einen Kaufvertrag ab.
Als Robert in einer Pause mit dem Oberbauleiter darüber spricht, bekommt er einen Anruf vom Notar: Grundstück und Haus passen nicht zusammen, so dass der Vertrag geändert werden muss! Ina ist erleichtert, da sie gehört hat, dass die Wasserleitungen im Winter einfrieren würden und alle erneut werden müssten. Der Verkäufer besteht zunächst auf dem Verkauf, mit Hilfe von Roberts Verhandlungsgeschick kommen die Sonntags aber aus dem Vertrag heraus. Beim anschließenden Abendessen in einer Gaststätte erzählt der geladene Oberbauleiter, er habe von einem Oberpolier gehört, dass dieser von seinen alten Arbeitgeber den Auftrag bekommen habe, ein altes Bauernhaus für einen Importkaufmann umzubauen. Und nun geht der Oberbauleiter davon aus, dass die Sonntags mit einem Weiterverkauf ein gutes Geschäft gemacht haben. Robert und Ina müssen ihn aber enttäuschen. Wieder zu Hause angekommen erwarten die beiden Glückwünsche zum neuen Haus.

### Sonntag mal zwei
Ein Möbelwagen hält vor der Tür: Die leerstehende Doppelhaushälfte neben den Sonntags wird vom kinderlosen Ehepaar Richard und Edith Sonntag bezogen. Richard arbeitet ebenfalls auf der Baustelle und da auch sein Vorname mit einem „R“ beginnt, kommt es zu Verwechselungen – der Postbote und viele Besucher können nicht zwischen den Hausnummern 4a und 4b unterscheiden. Ein Leserbrief in der Lokalzeitung von R. Sonntag bringt Unruhe unter den Gastarbeitern, woraufhin Robert von ihnen belästigt wird. Hinzu kommen zahlreiche unbezahlte Rechnungen, mit denen er konfrontiert wird, so dass er am Rande eines Nervenzusammenbruchs steht und den Oberbauleiter um Urlaub bittet. Dabei erfährt er aber, dass Richard wegen des Leserbriefs nach Schwaben versetzt wird, weil das Straßenbauunternehmen sonst aufgrund der aufgebrachten Arbeiter die Termine nicht einhalten kann.

### Auf vergessenen Posten
Um Bottenstedt herum findet ein internationales Manöver statt. Da die Militärfahrzeuge den Verkehr aufhalten und die Leute sogar zu spät zur Arbeit erscheinen, kommt es auch beim Abendessen der Familie Sonntag zur Sprache. Ina berichtet bei dieser Gelegenheit von einem einsam am Weg stehenden Soldaten, der ihr auf dem Weg zum Kernkraftwerk aufgefallen ist. Als sie am nächsten Morgen ihren Mann zur Arbeit bringt, steht er immer noch da und als sie ihn wieder abholt, auch noch, obwohl das Manöver schon beendet ist. Sie hat Mitleid und überredet Robert, ihn anzusprechen. Dabei stellt sich heraus, dass es sich um den dänischen Soldaten Jensen handelt, der aus Pflichtbewusstsein seinen Posten nicht verlassen möchte, obwohl man ihn zu Verpflegen vergessen hat. Da bieten die Sonntags zuerst einen Campingstuhl an, der noch im Kofferraum ihres Wagens liegt, bringen dann Essen und bitten den Frisör, zum Rasieren vorbeizukommen. Der Gastwirt verlegt seinen Betrieb sogar an die Kreuzung.
Ina versucht währenddessen, den Vorfall zu melden. Der Ortspolizist fühlt sich aber nicht zuständig und bei der Bundeswehr ist es gar nicht so einfach, jemanden zu erreichen. Schließlich gelingt es ihr aber doch und am späten Abend kommt ein Militär-Geländewagen, um den Soldaten abzuholen. Dabei stellt sich heraus, dass seine Truppe Jensen vergessen hat und man froh ist, dass die Öffentlichkeit nichts von diesem Missgeschick erfährt.
Am Samstag Nachmittag besucht zunächst ein Presseoffizier die Sonntags, um sich noch einmal zu bedanken, und anschließend Soldat Jensen, der sogleich eingeladen wird.

### Der große Krach
Familie Sonntag hat ein Fertighaus bestellt, der Oberbauleiter des Kernkraftwerks findet dennoch: „Zwei Baustellen, das verkraftet keiner!“ So ist Robert dann auch unentwegt müde. Ina kündigt an, sowohl Karsten wie auch Gertie einzuladen, obwohl die beiden inzwischen geschieden sind. Nach der Einweihungsparty erfährt Ina, dass ihr Mann angeboten wurde, in zwei Jahren ein Tochterunternehmen in der Umgebung von München zu leiten, anstatt vom Kraftwerk übernommen zu werden. Während Gertie und Karsten wieder heiraten wollen, denkt Ina an Scheidung. Kurz darauf trifft Robert seine Frau in aber einem Dirndl an.

## Drehorte
Bei dem Kernkraftwerk Bottenstedt handelt es sich um das seinerzeit in Bau befindliche Kernkraftwerk Stade.

## Besonderheiten
Obwohl es sich um die Erlebnisse einer Familie im Jahresverlauf handelt, spielen alle Episoden im Sommer und bei Sonnenschein.
Der Wagen der Sonntags bekommt mit dem Umzug nach Bottenstedt das Kennzeichen KRO für die fiktive Kreisstadt Kroderburg, die Wagen der meisten Besucher einschließlich Handwerker haben aber ein Kennzeichen der Hansestadt Hamburg.
Die Darsteller des Ehepaars Thimm, Hans-Peter Korff und Witta Pohl spielen in Diese Drombuschs erneut ein Ehepaar.

## Erstausstrahlung
Die Sendungen wurden zu folgenden Terminen im Regionalfenster des Ersten Fernsehprogramms ausgestrahlt:
| Folge | Folge                     | Norddeutsches Werbefernsehen | Norddeutsches Werbefernsehen |
| Folge | Folge                     | Datum                        | Zeit                         |
| ----- | ------------------------- | ---------------------------- | ---------------------------- |
| 1     | Geplatztes Glück          | 19.02.1970                   | 19.26 Uhr                    |
| 2     | Der Aufstand              | 26.02.1970                   | 19.26 Uhr                    |
| 3     | Gerüchte                  | 05.03.1970                   | 19.26 Uhr                    |
| 4     | Erpressung                | 12.03.1970                   | 19.26 Uhr                    |
| 5     | Vertrauenskrise           | 19.03.1970                   | 19.26 Uhr                    |
| 6     | Die Rückkehr              | 26.03.1970                   | 19.26 Uhr                    |
| 7     | Kernkraftwerk Bottenstedt | 02.04.1970                   | 19.26 Uhr                    |
| 8     | Sabotage                  | 09.04.1970                   | 19.26 Uhr                    |
| 9     | Extratouren               | 16.04.1970                   | 19.26 Uhr                    |
| 9     | Extratouren               | 16.04.1970                   | 19.26 Uhr                    |
| 10    | Das neue Haus             | 23.04.1970                   | 19.26 Uhr                    |
| 11    | Sonntag mal zwei          | 30.04.1970                   | 19.26 Uhr                    |
| 12    | Auf vergessenen Posten    | 14.05.1970                   | 19.26 Uhr                    |
| 13    | Der große Krach           | 21.05.1970                   | 19.26 Uhr                    |

Die Serie wurde auch von den anderen Regionalfenstern übernommen.